# Miguashaia
Miguashaia es un género extinto de peces sarcopterigios prehistóricos de la familia Miguashaiidae. Este género marino fue descrito científicamente por Schultze en 1973.

## Especies
Clasificación del género Miguashaia:
- † Miguashaia Schultze 1973
  - † Miguashaia bureaui Schultze, 1993
  - † Miguashaia grossi Forey et al., 2000